# Coleotechnites macleodi
Coleotechnites macleodi là một loài bướm đêm thuộc họ Gelechiidae. Nó được tìm thấy ở khu vực đông bắc Hoa Kỳ, cũng như Canada.
Có một lứa một năm.
Ấu trùng ăn Tsuga canadensis. 